# Androcymbium cruciatum
Androcymbium cruciatum là một loài thực vật có hoa trong họ Colchicaceae. Loài này được U.Müll.-Doblies & D.Müll.-Doblies miêu tả khoa học đầu tiên năm 1984.